# Rafael Vásquez
Rafael Vásquez Álvarez (Guatemala, 3 de mayo de 1885-ib., 24 de agosto de 1941) es un compositor, musicólogo, director y pianista guatemalteco. 

## Biografía
Rafael Vásquez fue alumno de piano y composición con Luis Felipe Arias en el Conservatorio Nacional de Guatemala, en donde ingresó en 1898. Sus profesores y compañeros de estudios se mostraron asombrados por el talento y la extraordinaria memoria auditiva del joven. Ya en 1906 se presentaba como virtuoso pianista, e incluía en sus programas sus propios valses de concierto y otras composiciones. De 1914 a 1916 estudió en los Estados Unidos, donde profundizó sus conocimientos de teoría y musicología. A su regreso a Guatemala fue director de orquesta, dirigiendo en el Teatro Variedades la compañía de ópera de Inés Beruti. En 1920 se le encargó la dirección de la Banda Militar y de la Banda de la Policía en Quetzaltenango, puesto que había tenido años antes. Concluida esa etapa, abrió en la Ciudad de Guatemala una editorial en la que publicaba música, tanto manuscrita como impresa. En algunos de sus métodos didácticos para piano incluyó piezas de sus contemporáneos como José Castañeda, Georgette Contoux de Castillo y Salvador Ley.
En el campo de la promoción cultural fue de mucha influencia en la Ciudad de Guatemala, cuando fundó la Unión Musical que presidió por varios años. La orquesta de esa unión sobresalió como la mejor agrupación del país, participando en homenajes a Jesús Castillo en 1924, en ocasión del estreno de la ópera Quiché Vinak, y liderando los festejos musicales del centenario de Beethoven en 1927.

## Obras principales

### Piano
- Invitación a la polonesa
- Vals de concierto
- Berceuse
- Minueto
- Romanza

### Coro
- Cincuenta cantos para coro mixto
- Belice Redenta, cantata para coro y orquesta
- Música para la primera película documental sobre Guatemala, coros y orquesta, 1917.

### Música sinfónica
- Oda a la Independencia, poema sinfónico (1940)

### Libros
- Ensayos sobre estética y crítica musical
- Historia de la Música en Guatemala, publicada en forma póstuma en 1950.